# 강영구
강영구(1974년 11월 6일 ~ )는 대한민국의 배우이다.

## 출연작

### 드라마
- 2022년 넷플릭스 《소년심판》 - 소년법 개정을 위해 강원중과 토론하는 판사 역

### 영화
- 《선데이리그》 (2022년)
- 《수색자》 (2021년) - 발표준장 역
- 《밤빛》 (2021년)
- 《양들의 소동》 (2019년) - 아저씨 역
- 《신에게 보내는 편지》 (2019년) - 담임 역
- 《비에 젖은 나방》 (2019년) - 소장 역
- 《파도치는 땅》 (2019년) - 관리인 역
- 《영 피플 인 코리아》 (2017년) - 경찰 역
- 《아버지가방에들어가신다》 (2017년) - 아빠 / 낯선남자 역
- 《공존》 (2017년) - 의사 역
- 《쌍둥이》 (2017년) - 아빠 역
- 《보편적 사람들》 (2017년) - 교수 역
- 《폭력의 씨앗》 (2017년) - 택시기사 역
- 《윤정》 (20176) - 예지아빠 역
- 《합의》 (2016년) - 변호사 역
- 《허수아비의 반격》 (2016년) - 경식 역
- 《빡구》 (2016년) - 체육선생님 역
- 《들개》 (2016년) - 함영길 역
- 《섬》 (2016년) - 집주인 (남) 역
- 《I am》 (2016년) - 영화 제작자 역
- 《런다운》 (2016년) - 조만구 역
- 《연애경험》 (2016년) - 진주애인 역
- 《나는 보았다》 (2016년) - 형사 역
- 《초인》 (2016년) - 수현아빠 역
- 《인민공화국 소년》 (2015년) - 군간부 역
- 《오디션》 (2015년) - 심사위원 역
- 《면허시험》 (2015년) - 영호 역
- 《여름의 끝자락》 (2015년) - 수의사 역
- 《거짓말》 (2015년) - 공인중개사 역
- 《마인》 (2014년) - 변호사 역
- 《내가 했습니다》 (2014년) - 형사 1 역
- 《고리》 (2014년) - 정해구 역
- 《흰둥이》 (2014년) - 공단 직원 역
- 《장례식》 (2014년) - 현수 아버지 역
- 《사브라》 (2014년)
- 《이것이 우리의 끝이다》 (2014년) - 횟집 사장 역
- 《오빠가 돌아왔다》 (2014년) - 이사장 역
- 《뼈;스핀오프》 (2013년) - 고참형사 역
- 《비행운》 (2013년) - 수리공 역
- 《배워야 산다》 (2013년) - 사장 역
- 《섹스킹》 (2013년) - 성인 민호 역
- 《자기만의 방》 (2013년) - 승훈(아빠) 역
- 《플라멩코 소녀》 (2013년) - 담임 역
- 《완전 소중한 사랑》 (2013년) - 영원그룹 면접관 1 역
- 《소년병》 (2012년) - 후배 역
- 《염소의 눈물》 (2012년) - 강 선생 역
- 《도착》 (2012년) - 경찰 1 / 지하철승객 1 역
- 《이름없는 집》 (2012년) - 석태 역
- 《가위에 눌린》 (2012년) - 기자 1 역
- 《귀여워도 못말려》 (2012년) - 은교아빠 역
- 《범죄와의 전쟁: 나쁜놈들 전성시대》 (2012년) - 사회자 역
- 《이판사판》 (2011년) - 창수 역
- 《고지전》 (2011년) - 연대 작전참모 역
- 《히어로》 (2010년) - 인터뷰남 역
- 《방가? 방가!》 (2010년) - 사회자 역
- 《파괴된 사나이》 (2010년) - 아멘교회 목사 역
- 《초감각 커플》 (2008년) - 연구소장 비서 역
- 《모던 보이》 (2008년) - 승전기념식 사회자 역
- 《마지막 선물》 (2008년) - 보좌관 역
- 《원스 어폰 어 타임》 (2008년) - 남시인 역
- 《황진이》 (2007년) - 연회 양반 역
- 《그놈 목소리》 (2007년) - 뉴스센터 FD 역
- 《낫시리아》 (2006년) - 윤희 전남편 역
- 《모노폴리》 (2006년) - NSI LA 연행요원 1 역
- 《오후》 (2005년) - 남자 역
- 《물 속의 사막》 (2005년)
- 《무영검》 (2005년) - 정현부하 1 역
- 《너는 내 운명》 (2005년) - 신문기자 1 역
- 《달콤한 인생》 (2005년) - 백어깨 역
- 《하류인생》 (2004년) - 군납업자들 2 역
- 《오구》 (2003년) - 영구 역

## 수상
- 2012년 제49회 대종상단편영화제 대학청소년부문 남자연기자상